# 3940 Larion
3940 Larion è un asteroide della fascia principale. Scoperto nel 1973, presenta un'orbita caratterizzata da un semiasse maggiore pari a 1,9881631 UA e da un'eccentricità di 0,0564533, inclinata di 22,83393° rispetto all'eclittica.
L'asteroide è dedicato alla conduttrice televisiva e cantante Larisa Golubkina.